# Abutilon galpinii
Abutilon galpinii är en malvaväxtart som beskrevs av Adrianus Dirk Jacob Meeuse. Abutilon galpinii ingår i släktet klockmalvor, och familjen malvaväxter. Inga underarter finns listade i Catalogue of Life.